# デュアルマガジン
デュアルマガジン（DUAL MAGAZINE）はタカラと丸善により、1982年6月から1985年3月まで、季刊で計12号発行されたアニメ雑誌兼模型雑誌。編集長は千葉暁。

## 概要
『機動戦士ガンダム』がヒットした事で、劇中に登場するリアルロボットを模型化し発売する事が、模型・玩具メーカーにとっては大きなマーケットとなった。そして、それらの商品情報をあつかう出版物も増えていた。ガンプラの発売元であるバンダイは「模型情報」を発行し、新商品の情報公開やユーザーとの交流を進めていた。また、「How to build Gundam」（ホビージャパン）など模型の改造方法やディオラマ作例を掲載する雑誌・ムックも出版されていた。
『太陽の牙ダグラム』にてリアルロボット路線に参入したタカラは、プラモデルの「スケールアニメキット（SAK）」と玩具の「デュアルモデル」という2本立ての商品展開を行い、それらを紹介する「ホビーマニュアルブック」としてデュアルマガジンを創刊した。模型情報がおもに模型店で流通する小冊子だったのに対し、デュアルマガジンは書店で取り扱われるA4判の雑誌だった。ただし、各号の間隔が3ヶ月開くため、発売されない月には補完として「3Dジャーナル（すりーでぃーじゃーなる）」というA5判の小冊子が模型店で発売された（1983年11月の創刊準備号、1984年1月の創刊号から1985年2月の第10号までの通算11冊）。

## 扱われた作品
すべてタカラが模型商品化し、スポンサーとなった作品である。
テレビアニメ
- 太陽の牙ダグラム
- 装甲騎兵ボトムズ
- 機甲界ガリアン
- 巨神ゴーグ

劇場用アニメ
- クラッシャージョウ

漫画
- エリア88

高橋良輔監督による「ダグラム」「ボトムズ」「ガリアン」は同誌の顔とも言える。「ダグラム」は放映終了後もオリジナル企画を起ち上げ、「ボトムズ」は新番組速報から休刊号まで掲載された。「ゴーグ」と「ジョウ」は安彦良和関連作品だったが、安彦は「ジョウはプラモにしても売れんと思う」と誌上で発言した。「エリア88」は当時まだアニメ化されていなかったが、タカラから模型が発売されていた。

## 内容
上記の経緯から、カラーグラビアによるジオラマ模型の掲載、模型テクニック講座、メカの設定考証など、模型やメカの比重が高い。メカ以外のアニメの資料は、アニメ雑誌と比べてもやや少なめだった。アニメ関係者へのインタビューも、高橋良輔と大河原邦男を除けば余り多くない。なお、玩具ショーなどのレポート記事も掲載され、そこではタカラ以外の製品も紹介された。
ボードゲームで静かなブームとなっていたウォーゲームの特集に比重を置いたのも同誌の特徴である。連載「Let's Enjoy Simultaion Game!」で初心者向けに様々なゲームの基礎やプレイ内容が紹介されたり、前述したアニメ作品のゲーム用マップ（ゲーム用のボード）やユニット（ゲーム用のコマ）が毎号収録されるなど、同誌の目玉の一つとなっていった。3号で一旦コーナーが縮小されたが、アニメ物のゲームを扱った事で持ち直し、休刊まで連載が続いた。
巻末折り込みに、ボトムズのシミュレーションゲームが付録に付いた。ゲームの裏面には、ATの1/35図面なども掲載され～タカラからのキットが発売されなかった、ラビドリードッグやツヴァーグなどもあった。モデルガンも模型の一つであるため連載記事の一つとして登場したが、読者に受け入れられず3号でページが縮小、そのまま終了となった。
ボトムズのスピンオフ小説として10号から12号まで連載された「青の騎士ベルゼルガ物語」は人気を博し、本誌の休刊後も単行本として執筆が続けられた。

## イラストレーター
当誌で描いていたイラストレーターには、当誌でデビュー、もしくは名が売れたという作家も多い。
あむろ・れい
のちの中原れい。ダグラムの擬人化（「当時はメカ＋女の子」と言った）漫画『デロイアナナちゃん』を連載した事で、同誌の人気作家となった。この漫画を連載していたために大学受験に失敗し、浪人せずアニメーターになったとの事。
小出拓
のちのこいでたく。18歳の頃同誌の初期に、消しゴム人形を改造したザブングルを投稿。その後『装甲騎兵ボトムズ』クメン編の頃から『謎のボトムズ4コマ漫画』を連載、好評となる。『機甲界ガリアン』の頃はページ漫画を持つに至った。
明貴美加
模型講座のショート漫画などで活躍。
佐藤元
アニメーター&イラストレーター。ディフォルメのバルディオスイラスト、クラッシャージョウでのディフォルメ「がんばれ！アルフィンちゃん」からの流れの『Qロボゴーグ』を連載。

## 各刊テーマ一覧
- 創刊号 SUMMER 1982 「ダグラム特集号」
- 第2号 AUTUMN 1982 「ダグラム ディオラマ特集号」
- 第3号 WINTER 1983 「ダグラム ディオラマ特集PART.II」
  - クラッシャージョウ・ニューキット公開、ダグラムディオラマコンテスト発表、スクランブルエリア88
- 第4号 SPRING 1983 「クラッシャージョウ映画公開記念号」
  - ダグラムディオラマPARTⅢ、スクランブル・エリア88、クラッシャージョー、緊急特集装甲騎兵ボトムズ
- 第5号 SUMMER 1983 「ダグラム映画公開記念号」 
  - ダグラムディオラマ、ニューキャラクターボトムズ3D特集、スクランブル・エリア88
- 第6号 AUTUMN 1983 「ボトムズSAK発売記念号」
  - 装甲騎兵ボトムズディオラマ特集PART1ウド編、ダグラムオリジナルディオラマ特集、チョロQダグラム、ボトムズシミュレーションゲーム
- 第7号 WINTER 1984 「ボトムズ『クメン編』特集号」
  - 装甲騎兵ボトムズディオラマ特集PART2クメン編、ディオラマ撮影講座ミリタリーダグラムディオラマ第2回、巨人ゴーグ登場、シミュレーション特集
- 第8号 SPRING 1984 「巨神ゴーグ放映記念号」
  - ボトムズサンサ編ディオラマ、巨人ゴーグディオラマ、ボトムズシミュレーションゲーム
- 第9号 SUMMER 1984 「ボトムズ総特集号」
  - ボトムズクエント編ディオラマ、ボトムズシミュレーションゲーム、Qロボゴーク特集、新番組機甲界ガリアン初公開
- 第10号 AUTUMN 1984 「ガリアン放映記念号」 
  - ガリアンディオラマ、ガリアン放送直前大特集、ボトムズシミュレーションゲーム、新展開! コンバットジョー
- 第11号 WINTER 1985 「ガリアン大特集号」
  - ガリアンディオラマ、ガリアンシミュレーションゲーム、新連載ガリアンマンガ、青の騎士ベルゼルガ
- 第12号 SPRING 1985 「創刊3周年記念号」
  - ガリアン総特集、ガリアンシミュレーションゲーム、青の騎士ベルゼルガ物語、好評ガリアンマンガ